# Loma de los Pinos
Loma de los Pinos är en ort i Mexiko.   Den ligger i kommunen Tehuipango och delstaten Veracruz, i den sydöstra delen av landet, 240 km öster om huvudstaden Mexico City. Loma de los Pinos ligger 2 275 meter över havet och antalet invånare är 271.
Terrängen runt Loma de los Pinos är kuperad. Runt Loma de los Pinos är det ganska tätbefolkat, med 134 invånare per kvadratkilometer. Närmaste större samhälle är Zongolica, 19,0 km nordost om Loma de los Pinos. Omgivningarna runt Loma de los Pinos är en mosaik av jordbruksmark och naturlig växtlighet.